# Epidendrum parviexasperatum
Epidendrum parviexasperatum är en orkidéart som först beskrevs av Eric Hágsater, och fick sitt nu gällande namn av Eric Hágsater. Epidendrum parviexasperatum ingår i släktet Epidendrum och familjen orkidéer. Inga underarter finns listade i Catalogue of Life.